# Индийски съюз
Индийски съюз е държава, образувана вследствие на приетия от британския парламент Акт за индийска независимост (15 август 1947 г.) и разделянето на Британска Индия на Индийски съюз и Доминион Пакистан. През 1948 г., в резултат на операция „Поло“ в състава на Индийския съюз влиза княжество Хайдерабад.
Глава на Индийския съюз е кралят на Великобритания, но все пак правителството се оглавява от министър-председател – Джавахарлал Неру. Интересите на монарха в Индия се представят от генерал-губернатор (който, за разлика от предшественика си, вече не се нарича вице-крал). Първият генерал-губернатор е Луис Маунтбатън, а вторият и последен – Чакраварти Раджагопалачари
С приемането на първата индийска конституция на 26 януари 1950 г. Индийският съюз е преобразуван в Република Индия.

## История

### Разделяне на Британска Индия
Разделянето на Британска Индия на 15 август 1947 г. довежда до създаването на две суверенни държави, като и двете са със статут на доминиони: Доминион Пакистан и Индийски съюз. Индия получава 82,5% от всичките муниции, оръжия и транспорт от комбинираната войска на Британска Индия и около 70% от персонала.
Още от 1920-те години Индийското движение за независимост настоява за пълно себеуправление (Pūrṇa Swarāj) за индийската нация и установяването на доминион е голяма победа. Все пак, разделянето е противоречиво сред хората и води до значителна политическа нестабилност и преселения.

### Последици
Повечето от 552 княжески държави на индийска територия се присъединяват към Индийския съюз, благодарение на работата на държавния служител Вапала Менон. Княжеството Джунагад, което е с преимуществено индуско население и се намира в съвременен Гуджарат, се опитва да се присъедини към Пакистан. Впоследствие е анексирано военно от индийското правителство. По подобен начин Хайдерабад иска да остане независимо и също бива анексирано от Индия през 1948 г.

### Република Индия
Учредителното събрание приема конституцията на Индия, изготвена от комитет, на 26 ноември 1949 г. Индия става федеративна, демократична република, след като конституцията влиза в сила на 26 януари 1950 г., като този ден се празнува като Ден на републиката оттогава насам. Правителствената система е подобна на тази на Обединеното кралство, но във федерална система. Раджендра Прасад става първият президент на Индия.